# Nikolai Laursen
Nikolai Rohde Laursen (Frederiksberg, 19 februari 1998) is een Deens voormalig voetballer die doorgaans als vleugelspeler speelde. In mei 2025 maakte hij bekend te stoppen met voetballen en zich te gaan richten op een professionele carrière. 

## Clubcarrière

### Brøndby IF
Laursen is afkomstig uit de jeugdacademie van Brøndby IF. Op 26 april 2015 debuteerde hij hiervoor op zeventienjarige leeftijd in de Superligaen, tegen FC Vestsjælland. Hij viel na 84 minuten in en maakte vijf minuten later zijn eerste competitietreffer. Op 17 mei 2015 speelde de vleugelspeler zijn tweede wedstrijd in het eerste elftal, tegen Silkeborg IF. Op 7 juni 2015 speelde hij zijn derde en laatste wedstrijd van het seizoen 2014/15, tegen Esbjerg fB.

### Jong PSV
Laursen tekende in juni 2015 een contract tot medio 2018 bij PSV, dat circa €1.000.000,- voor hem betaalde aan Brøndby. In de voorbereiding op het seizoen 2015/16 trainde hij mee met het eerste team, waarna hij zich aansloot bij Jong PSV. Een enkelblessure zette hem vrijwel meteen enkele maanden aan de kant. Laursen verlengde zijn contract bij PSV in februari 2016 tot medio 2020. Hij scheurde op 28 oktober 2016 in een competitiewedstrijd uit bij Telstar een kruisband af. Dat kostte hem de rest van het seizoen 2016/17. Laursen maakte op 21 augustus 2017 zijn rentree, thuis tegen De Graafschap (2–2). Hij speelde gedurende het seizoen 2017/18 meer dan dertig wedstrijden voor Jong PSV, waarin hij tien keer scoorde. Hij kreeg in mei 2018 de Bronzen Stier toegekend voor grootste talent in de Eerste divisie in de vierde periode van het seizoen.

### FC Emmen
PSV verhuurde Laursen in juli 2018 voor een jaar aan zijn oude club Brøndby IF, dat daarbij een optie tot koop bedong. Na zijn terugkeer verliet hij PSV in juli 2019 definitief en tekende hij een contract tot medio 2022 bij FC Emmen. Dat had zich in het voorgaande seizoen weten te handhaven in de Eredivisie. Laursen werd hier meteen basisspeler. Zo debuteerde hij op 8 augustus 2019 in de Eredivisie, in een met 0–1 verloren wedstrijd thuis tegen FC Groningen. In zijn tweede seizoen bij Emmen eindigde hij als zestiende en in de play-offs tegen degradatie verloor Emmen van NAC Breda, waardoor de club voor het eerst degradeerde. Laursen vertrok daarna bij Emmen. Hij kwam tot 51 wedstrijden, waarin hij zeven keer scoorde en drie assists gaf. 

### Heracles Almelo
Op 9 juni 2021 tekende Laursen een contract voor drie seizoenen bij Heracles Almelo. Ook daar degradeerde hij door de eerste ronde van de play-offs te verliezen van SBV Excelsior. Dit keer bleef hij wel zijn club trouw en in het jaar erop (seizoen 2022/23) werd Laursen met Heracles Almelo kampioen van de Eerste Divisie. Zelf kwam hij tot zestien doelpunten en acht assists. Slechts drie spelers scoorde meer, waaronder ploeggenoot Samuel Armenteros.
In april 2023 scheurde hij de voorste kruisband in zijn linkerknie. Op de weg terug na zijn revalidatie raakte hij tijdens een oefenduel in januari 2024 opnieuw ernstig geblesseerd. In de zomer van 2025 zou zijn contract aflopen, waarop Laursen in mei 2025 besloot te stoppen met voetballen en zich op een professionele carrière te gaan richten. 

## Clubstatistieken
| Seizoen         | Club            | Competitie      | Competitie | Competitie | Beker | Beker | Internationaal | Internationaal | Totaal | Totaal |
| Seizoen         | Club            | Competitie      | Wed.       | Dlp.       | Wed.  | Dlp.  | Wed.           | Dlp.           | Wed.   | Dlp.   |
| --------------- | --------------- | --------------- | ---------- | ---------- | ----- | ----- | -------------- | -------------- | ------ | ------ |
| 2014/15         | Brøndby IF      | Superligaen     | 3          | 1          | 0     | 0     | 0              | 0              | 3      | 1      |
| 2015/16         | Jong PSV        | Eerste divisie  | 8          | 1          | 0     | 0     | —              | —              | 8      | 1      |
| 2016/17         | Jong PSV        | Eerste divisie  | 11         | 0          | 0     | 0     | —              | —              | 11     | 0      |
| 2017/18         | Jong PSV        | Eerste divisie  | 31         | 10         | 0     | 0     | —              | —              | 31     | 10     |
| 2018/19         | → Brøndby IF    | Superligaen     | 17         | 1          | 2     | 1     | 1              | 0              | 20     | 2      |
| 2019/20         | FC Emmen        | Eredivisie      | 18         | 4          | 1     | 0     | —              | —              | 19     | 4      |
| 2020/21         | FC Emmen        | Eredivisie      | 30         | 3          | 2     | 0     | —              | —              | 32     | 3      |
| 2021/22         | Heracles Almelo | Eredivisie      | 31         | 4          | 2     | 0     | —              | —              | 33     | 4      |
| 2022/23         | Heracles Almelo | Eerste divisie  | 29         | 16         | 2     | 1     | —              | —              | 31     | 17     |
| Carrière totaal | Carrière totaal | Carrière totaal | 178        | 40         | 9     | 2     | 1              | 0              | 188    | 42     |

Bijgewerkt op 22 mei 2023.

## Interlandcarrière
Laursen maakte deel uit van Denemarken –16, –17, –19, –20 en –21.